# Antonio Pucci (notabile)

Stemma Pucci

Antonio di Puccio Pucci (1350 circa – dopo il 1416) è stato un politico e architetto italiano, appartenente alla famiglia fiorentina dei Pucci.

## Biografia
Iscritto all'Arte dei Legnaioli, fu tra gli architetti progettisti della Loggia della Signoria (1379) a Firenze.
Nel 1381 fu scrutinato e dichiarato abile a rivestire gli Uffici del Comune. Seguirono alcuni incarichi politici di importanza crescente:
1. Castellano di Frassino nel 1385;
2. Castellano di Pistoia nel 1390;
3. Priore di Libertà nel 1396 e nel 1407;
4. Gonfaloniere di Compagnia nel 1400, nel 1405, nel 1412 e nel 1416;
5. Membro della Magistratura dei XII Buonuomini nel 1404 e nel 1406;
6. Membro della Magistratura degli VIII di Custodia e Balia nel 1412.

Nel 1412 venne dichiarato ribelle ed esiliato perché sospettato di avere aderito alla congiura ordita dai Conti Alberti, ma fu graziato intorno al 1416, quando ebbe un nuovo incarico pubblico, quello di Castellano della Torre di Sant'Alberto e del Casseretto ad Arezzo.
Si sposò due volte, nel 1384 con Bartolomea del Giocondo e nel 1401 con Lucia Orlandini, fu il padre di Puccio Pucci, il capostipite della linea principale dei nobili Pucci, di Giovanni, uomo politico, di Niccolò, frate venerabile dell'Ordine dei Servi di Maria, e da parte della seconda moglie di Benintendi, uomo politico, di saracino, capostipite della linea marchionale dei Pucci, con i tre rami ammessi al Patriziato Fiorentino nel 1752, di Piero, alleato di Cosimo il Vecchio, Ghita, Lucrezia e Giovanna.